# Янсон, Алексей Кириллович
Алексе́й Кири́ллович Я́нсон (21 сентября (3) октября 1866, Рига, Лифляндская губерния — 18 сентября 1941, Таллин, Эстония) — русский педагог и общественный деятель Российской империи и Первой Эстонской Республики.

## Биография
Родился 21 сентября (3) октября 1866 года в Риге, в семье православного священника Кирилла Янсона.
В 1888 году со степенью кандидата окончил физико-математический факультет Императорского Санкт-Петербургского университета и в этом же году по предложению Управляющего Рижским учебным округом определён инспектором и учителем Ревельского четырёхклассного городского училища. Неоднократно командировался для инспектирования получения льгот третьего разряда ученикам начального училища в Балтийский Порт (май 1890) и Аллоского волостного училища (июль 1891).
Предложением Попечителя Рижского учебного округа назначен в июне 1891 года инспектором народных училищ Ревельского уезда, а в сентябре 1894 года предложением Попечителя Санкт-Петербургского учебного округа перемещен на должность инспектора второго района Санкт-Петербургской губернии.
23 сентября (5) октября 1899 года по его инициативе и во многом благодаря его усилиям в Гатчине была открыта Народная библиотека Попечительства о народной трезвости (ныне её преемницей является Центральная городская библиотека им. А. И. Куприна). На рубеже веков был назначен директором народных училищ в Новгородской губернии, а затем — директором реального училища в Вологде.
С 1906 по 1917 годы занимал пост инспектора Петербургской земской учительской школы, единственной в своем роде по образцовой постановке в ней учебного дела и подбору учительского персонала. Приглашение А. К. Янсона руководить Петербургской (с 1914 г. Петроградской)
Земской учительской школой было частью её реформы, задуманной Петербургской земской управой под влиянием событий 1905 года. До него во главе школы стояли И. Ф. Рашевский (1872—1880 гг.) и П. А. Аникиев (1880—1906 гг.). Вместе с А. К. Янсоном в школу в 1906 г. пришла целая группа прогрессивно настроенных преподавателей (Н. В. Чехов, М. И. Мигай, И. Н. Кавун), принявших активное участие в разработке проекта реформы, утверждение которой состоялось летом 1907 года. А. К. Янсон добивается размещения школы на Петровском острове в так называемом «Городке Сан-Галли», представлявшим собой комплекс двухэтажных коттеджей со всеми удобствами (электричеством,
водопроводом, канализацией). С тех пор воспитанники школы называли себя «сангальцами».

И. А. Марков, бывший преподаватель Учительской школы, сам окончивший её в 1910 году, вспоминал: 

«Алексей Кириллович был блестящим организатором: коллектив Учительской школы постоянно жил в мире новых мыслей и достижений науки. Обладая чудесным свойством сплачивать педагогический коллектив, он сделал из него великую силу. Создаваемая им атмосфера искреннего уважения своих коллег переносилась и на учащихся.
Личным примером Алексей Кириллович задавал тон дружеского отношения к учащимся, искреннего уважения и подлинной заботы о каждом из них».

С 1917 года заведовал отделом народного образования петербургского областного комитета Союза Городов, состоя в то же время товарищем председателя Российской Лиги спасения детей. Одновременно он редактировал петербургский «Губернский Земский Вестник».
В 1921 г. А. К. Янсон возвращается в Таллин в качестве оптанта и начинает работать в Министерстве просвещения Эстонской Республики сначала советником, а затем русским национальным секретарем (1922—1927 гг.). В составе этого Министерства был Секретариат по защите культурных интересов национальных меньшинств. Интересы каждого из наиболее крупных меньшинств — русского, немецкого, шведского — защищал свой национальный секретарь. Должность русского национального секретаря длительное время оставалась вакантной из-за отсутствия подходящего кандидата.
Трезво оценивая перспективы помощи русскому населению со стороны властей, А. К. Янсон выступил с идеей создания консолидирующей организации для защиты и развития русской культуры. По всей видимости, он же написал проект её устава, зарегистрированный властями в начале февраля 1923 года, а 24 февраля провел в Таллине первый учредительный съезд Союза русских просветительных и благотворительных обществ в Эстонии, в котором приняли участие представители 25 русских организаций. Десять из них были организациями учителей, остальные пятнадцать представляли русские просветительные и благотворительные общества Принаровья, Печорского края и Причудья. На съезде А. К. Янсон выступил с тремя докладами — основным, о народных библиотеках и о финансировании Союза. Он был избран в первый состав правления Союза в качестве председателя. На этом посту он оставался до 1927 года, после чего его сменил на этом посту видный деятель учительского движения Е. И. Гильдебранд.
По инициативе Союза 28-30 декабря 1923 года в Таллине был проведен съезд русских деятелей просвещения, в задачи которого входила выработка программы деятельности нового объединения. 90 делегатов под председательством А. К. Янсона обсудили широкий комплекс вопросов, связанных с народным образованием и развитием русской культуры в Эстонии. А. К. Янсон выступал с докладами о внешкольной работе и «Дне русского просвещения». Важное значение имело постановление съезда «установить в Эстонии „День русского просвещения“ с целью объединения русских на почве своей национальной культуры». В резолюции по докладу А. К. Янсона отмечалось, что День русского просвещения будет проводиться ежегодно летом, во второй день Троицы. Этот день должен быть посвящён русской культуре и просвещению "путём устройства собраний, спектаклей, концертов и т. п. ". Все денежные поступления от праздника пойдут в Фонд русского просвещения, или Фонд русской культуры, из этого фонда будут выдаваться пособия и ссуды на культурно-просветительную деятельность среди русского населения, и распоряжаться этими средствами должно делегатское собрание, то есть съезд, Союза. Съезд счел нужным выразить благодарность А. К. Янсону за проделанную работу и готовность поддержать его деятельность . Последнее, возможно, является косвенным свидетельством того, что в Союзе и вне его были и противники той линии, которой придерживался А. К. Янсон. По своим убеждениям он был социалистом, и его деятельность вызывала недовольство правых деятелей, весьма влиятельных в русском обществе тогдашней Эстонии. Это противодействие вынудило А. К. Янсона в 1927 г. уйти с постов как русского национального секретаря, так и председателя Союза русских просветительных и благотворительных обществ.
После ухода с поста председателя правления Союза РПБО продолжил общественную деятельность: избирался председателем культурно-просветительского общества «Огонёк» в Таллине, в течение 4 лет редактировал Õpetajaleht («Учительскую газету»), работал заместителем председателя Эстонского учительского союза. Был одним из руководителей Русской социалистической партии Эстонии, организованной в 1927 году. После внесения в Рийгикогу законопроекта о сносе Александро-Невского собора (октябрь 1928 года), выступил в печати с резкими статьями по адресу эстонских националистов, инициаторов разрушения собора.

Почти 20 лет посвятил А. К. Янсон Таллинскому городскому педагогическому музею, продолжая и развивая в нём идеи Музея наглядных пособий, созданного им в Петербургской земской учительской школе. В письме от 26 января 1941 года к учительнице К. Ф. Яковлевой, окончившей Петербургскую земскую учительскую школу в 1912 г., он писал: 

«По моей мысли город Таллин основал педагогический музей, директором которого я сделался в качестве любителя, ибо жалованье мне положено не было… За 18 лет работы в музее удалось составить коллекцию, очень богатую, учебных пособий, занимающую два этажа порядочного здания. Всеми пособиями пользуются все таллинские школы, культурные организации, общества и лекторы. У музея есть две маленькие аудитории, где иной раз даются уроки, потому что в школах нет такого оборудования — разве только в трёх-четырёх. Тут же собираются некоторые предметные комиссии учителей. В музее уже 10 лет работают кружки — учеников юннатов, есть летняя экскурсионная станция, теперь действует педагогический кабинет».

В период германской оккупации Эстонии в сентябре 1941 года арестован по доносу за его участие в июльских событиях 1940 года и 18 сентября расстрелян.

## Награды
Ордена: Св. Анны 2-й и 3-й ст., орден Св. Станислава 2-й и 3-й ст. Медали: серебряная на Александровской ленте в память царствования Императора Александра III и бронзовая за первую Всероссийскую перепись населения.

## Семья

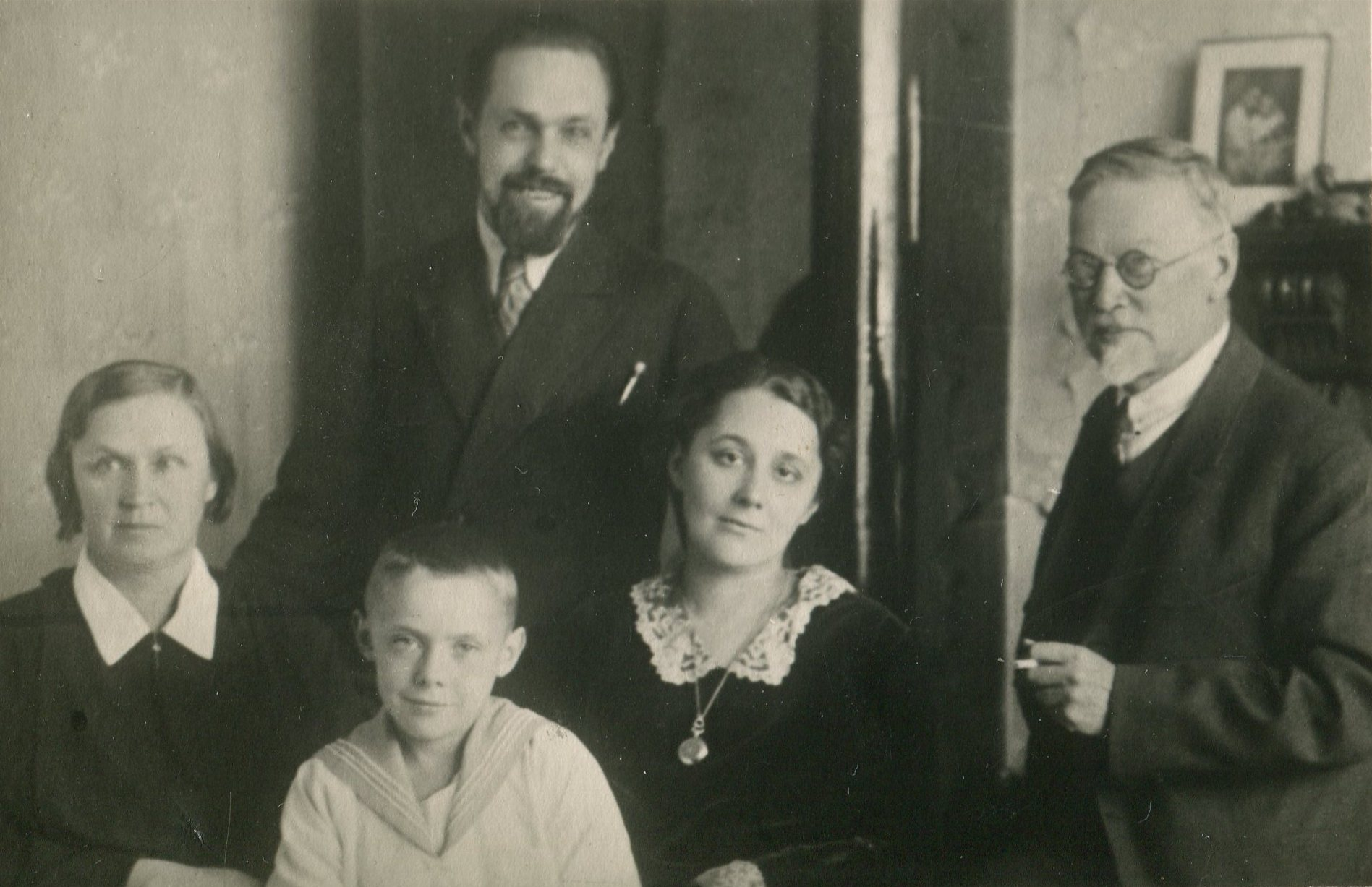
А. К. Янсон с семьёй своего приемного сына Михаила. Таллин, 1930-е годы

- Отец — Кирилл Мартынович Янсон (1837—1925), протоиерей.
- Мать — Ольга Кузьминична (урождённая Сафронова).
- Жена — Вера Ивановна Янсон, урожд. Мозжелова (1868—1936). Принимала участие в работе женского отдела Союза русских просветительных и благотворительных обществ, посещала все просветительные и литературные мероприятия устраиваемые для русских в Таллине, была членом таллинского литературного кружка[10].
- Сын (приёмный) — Михаил Алексеевич Янсон, русский биолог, педагог, религиозный писатель и общественный деятель русского зарубежья.